# غلامرضا رحیمی

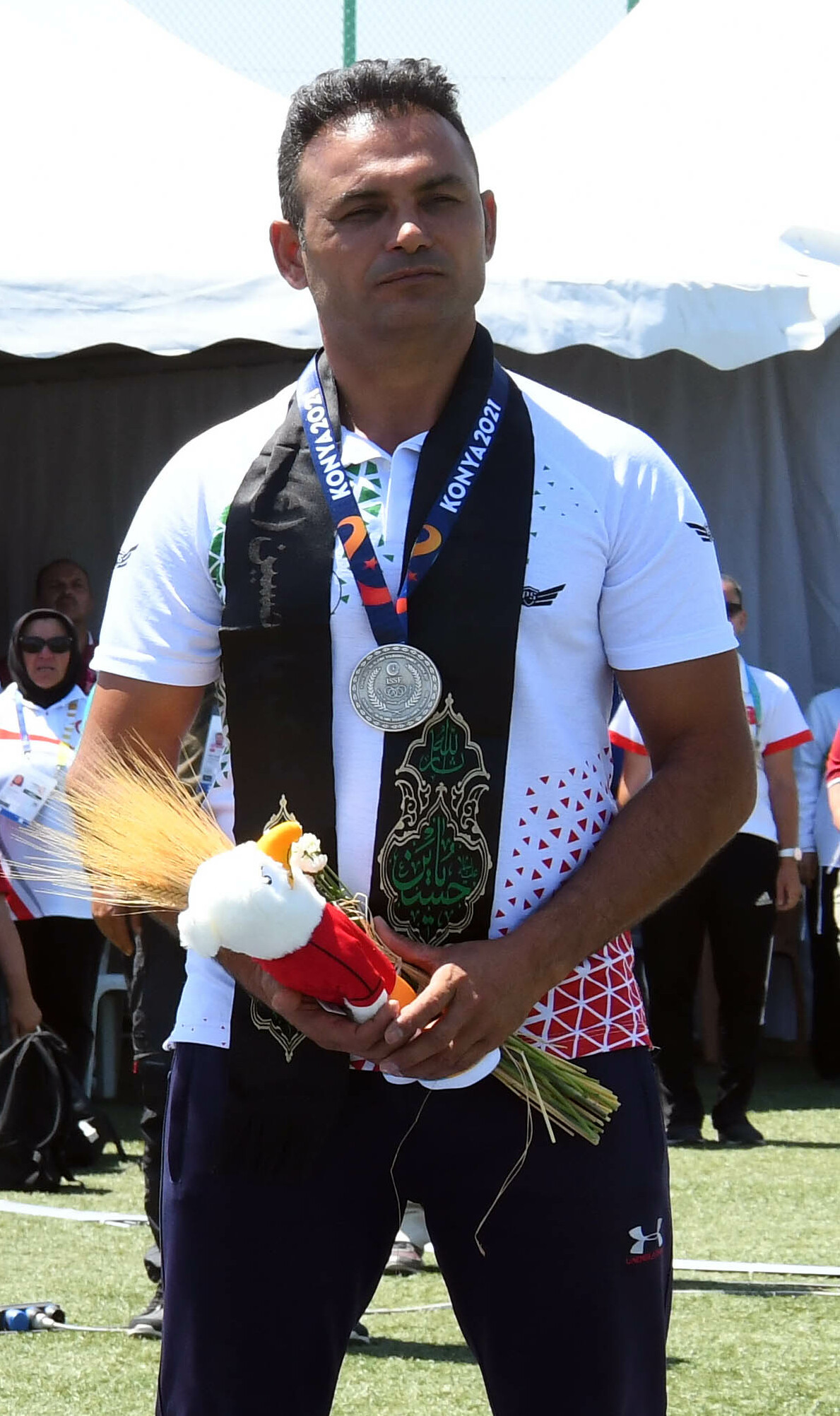
نگارهٔ غلامرضا رحیمی، کماندار اهل ایران - ۲۰۲۱

غلامرضا رحیمی یک کماندار اهل ایران زادهْ دزفول است. او عضو تیم ملی تیراندازی با کمان معلولان این کشور است.
وی در مسابقات پارالمپیک ۲۰۲۱ در بخش ریکرو انفرادی مسابقات با کمان با کسب ۶۴۴ امتیاز ضمن راهیابی به مرحله بعد به‌عنوان برترین تیرانداز، رکورد پارالمپیک در بخش ریکرو مردان را که پیش از این در اختیار ابراهیم رنجبر از کشورمان با ۶۳۷ امتیاز بود را شکست.

## حضور در پارالمپیک
وی به عنوان عضو تیم ملی تیراندازی با کمان ایران در بازی‌های پارالمپیک تابستانی ۲۰۱۶ در ریودوژانیرو برزیل حضور یافت، و در بخش انفرادی مردان با شکست رقیبی از تایلند ، گردن‌آویز طلا را ازآن خود نمود.